# Leptostylus gibbulosus
Leptostylus gibbulosus là một loài bọ cánh cứng trong họ Cerambycidae.